# Vouga (rivière)
Pour les articles homonymes, voir Vouga.
La Vouga (en portugais : Rio Vouga) est un fleuve  de la région Centre du Portugal. Elle prend sa source dans la Serra da Lapa (pt) et se jette dans la ria d'Aveiro.

## Histoire
Le fleuve Vouga en portugais (rio Vouga) est enjambé par de nombreux ponts médiévaux qui témoignent d'une riche histoire et d'un passé fleurissant, notamment dans la localité de Lamas do Vouga où déjà les Romains s'étaient installés sur ses berges pour y construire un fort dans l'actuel village de Valongo do vouga et où plus tard vers le XIIe siècle les Maures (musulmans) ont eux aussi laissé leur trace dans cette région.

À la fin de la conquête arabe par Don Afonso Henriques, le fleuve était emprunté par les bateaux traditionnels (moliceiros) pour transporter les morts de la ville de Aveiro vers le village de Pedaçães (lamas do vouga) où ils étaient enterrés car la région de Aveiro était anciennement une terre marécageuse qui ne permettait pas d'enterrer les morts car l'eau les faisait remonter à la surface. Le Vouga fut utilisé dans les siècles suivants pour le commerce et le transport des personnes de l’intérieur des terres à la côte. Il est actuellement la principale source d'eau potable pour plusieurs centaines de villes et villages qui le bordent.